# Hans Fischer (ciclista)
Hans Fischer (Pomerode, 29 de janeiro de 1961 — Jaraguá do Sul, 13 de dezembro de 1988) foi um ciclista olímpico brasileiro. Era irmão do também ciclista Édson Fischer.
Descendente de alemães, começou a pedalar aos cinco anos, em uma bicicleta de adulto, passando a praticar regularmente a atividade em 1976, por recomendação médica, após sofrer uma queda do cavalo e fraturar o joelho.
Participou do Campeonato Pan-Americano Júnior de 1979 na Venezuela, onde conquistou duas medalhas de ouro, uma de prata e uma de bronze.
Participou de duas edições dos Jogos Olímpicos: de Moscou em 1980, e de Los Angeles em 1984.
Faleceu em 1988, vítima de uma parada cardíaca, e tinha apenas 27 anos.